# Supacell
Supacell – brytyjski serial superbohaterski z 2024 roku, wyprodukowany dla platformy Netflix. Za scenariusz i reżyserię odpowiada Rapman, który współpracował przy reżyserii z Sebastianem Thielem. Premiera sześciu odcinków odbyła się 27 czerwca 2024 roku. Większość obsady aktorskiej stanowią czarnoskórzy Brytyjczycy.

## Fabuła
Akcja serialu toczy się we współczesnym południowym Londynie. Bohaterami jest grupa pięciu czarnoskórych mieszkańców miasta, których łączy rodzinna historia związana z anemią sierpowatą. W wyniku niespodziewanych wydarzeń zyskują oni nadprzyrodzone moce i stają się celem tajnej organizacji, próbującej ich kontrolować. 
Serial porusza ważne społeczne tematy, takie jak przestępczość z użyciem noży, profilowanie rasowe, nierówności społeczne, zabójstwa w porachunkach gangsterskich oraz choroby genetyczne.

## Obsada
- Tosin Cole jako Michael Lasaki – dostawca, superbohater z umiejętnością teleportacji i manipulacji czasem.
- Adelayo Adedayo jako Dionne Ofori – narzeczona Michaela, pracownica socjalna.
- Josh Tedeku jako Tayo "Tazer" Amusan – lider małego gangu rywalizującego z gangiem Kraziego, dawny protegowany Kraziego, superbohater z umiejętnością niewidzialności.
- Nadine Mills jako Sabrina Clarke – młoda kobieta mieszkająca z siostrą, superbohaterka z umiejętnością telekinezy.
- Eric Kofi-Abrefa jako Andre Simpson – ojciec zmagający się z trudnościami finansowymi, superbohater z nadludzką siłą.
- Calvin Demba jako Rodney – młody dealer narkotyków, superbohater z umiejętnością nadludzkiej szybkości.
- Rayxia Ojo jako Sharleen Clarke – siostra Sabriny.
- Eddie Marsan jako Ray – czołowy członek organizacji ścigającej superbohaterów.
- Giacomo Mancini jako Spud – przyjaciel Rodneya.
- Michael Salami jako Gabriel – przyjaciel Michaela.
- Travis Jay jako John – przyjaciel Andre.
- Ghetts jako Craig "Krazy" – lider starszego gangu rywalizującego z gangiem Tayzera, dawny mentor Tayzera, posiada zdolność pochłaniania mocy i współpracuje z organizacją ścigającą superbohaterów.
- Digga D jako Chucky – członek Sixers, gangu rywalizującego z gangiem Tayzera.
- Robbie Gee jako pan Johnson – pogrążony w żałobie ojciec zaginionej dziewczyny, której poszukiwań podejmuje się Dionne.
- Akai Coleman jako Tiny – najmłodszy członek gangu Tower Boy.
- Andy Thompson jako Twosie – znany członek gangu Tower Boy.
- Xavien Russell jako Dotz – członek gangu Tower Boy.
- Mickira Oji jako Skreamer – członkini gangu Tower Boy.
- Sian Brooke jako Victoria Kesh.

## Produkcja

### Rozwój projektu
Rapman zaprezentował koncepcję serialu w 2019 roku, w trakcie promocji swojego debiutanckiego filmu „Blue Story”. Po odrzuceniu projektu przez amerykańskie stacje, takie jak HBO, ABC czy FX. Końcowo Netflix zdecydował się na realizację. Scenariusz powstawał w trudnych warunkach pandemii COVID-19, co znacząco wpłynęło na proces twórczy.

### Zdjęcia
Zdjęcia do serialu realizowano między lipcem a grudniem 2022 roku na południu i południowym wschodzie Londynu, w takich lokalizacjach jak Thamesmead, Peckham, Bermondsey oraz Deptford. Produkcja wykorzystywała zaawansowaną technologicznie kamerę Arri 35, która została zaprojektowana w celu odpowiedniego oddania odcieni czarnej skóry. Prace na planie zakończyły się w kwietniu 2023 roku.

### Odbiór i dalsze plany
Serial spotkał się z entuzjastycznym przyjęciem krytyków oraz widzów, którzy docenili wysoki poziom scenariusza, reżyserii, efektów wizualnych oraz uwrażliwienie na kwestie związane z anemią sierpowatą. Po premierze „Supacell” znalazł się na pierwszym miejscu globalnego rankingu Netflixa, gromadząc ponad 18 milionów widzów w pierwszych tygodniach emisji. W sierpniu 2024 roku ogłoszono, że serial zostanie przedłużony na drugi sezon.

## Odcinki
| Numer odc. | Nazwa      | Reżyseria       | Scenariusz | Oryginalna data opublikowania |
| ---------- | ---------- | --------------- | ---------- | ----------------------------- |
| 1          | „Michael"  | Rapman          | Rapman     | 27 czerwca 2024               |
| 2          | „Tazer"    | Rapman          | Rapman     | 27 czerwca 2024               |
| 3          | „Sabrina"  | Sebastian Thiel | Rapman     | 27 czerwca 2024               |
| 4          | „Andre"    | Sebastian Thiel | Rapman     | 27 czerwca 2024               |
| 5          | „Rodney"   | Sebastian Thiel | Rapman     | 27 czerwca 2024               |
| 6          | „Supacell" | Rapman          | Rapman     | 27 czerwca 2024               |

## Premiera i odbiór
Pierwszy sezon Supacell zadebiutował na Netflixie 27 czerwca 2024 roku. W sierpniu 2024 roku ogłoszono przedłużenie serialu o drugi sezon.
Na stronie agregującej recenzje Rotten Tomatoes 100% z 12 ocen krytyków jest pozytywnych, a średnia ocena wynosi 7,3/10. Z kolei Metacritic, przyznając ocenę 71/100 na podstawie 10 recenzji, wskazuje na "ogólnie przychylne" opinie. Leila Latif z The Guardian przyznała pierwszemu odcinkowi cztery na pięć gwiazdek, określając go jako "pełną energii produkcję, świetnie zagrane i dobrze zaplanowane". Aramide Tinubu z Variety chwalił serial za unikalne podejście do gatunku, podkreślając, że Supacell bada, jak indywidualizm wpłynął na społeczeństwa Zachodu, szczególnie w czarnych społecznościach, które kiedyś opierały się na kolektywiźmie. Serial porusza także temat zależności od technologii i jej kosztów.
Serial zwiększył świadomość na temat życia z chorobą sierpowatą.